# Schönberg (Schauenstein)
Schönberg ist eine Wüstung im Gemeindegebiet der Stadt Schauenstein im oberfränkischen Landkreis Hof in Bayern.
Am Berg Schönberg gibt es vereinzelte Hinweise auf eine Wüstung, die vereinfacht als Wüstung Schönberg bezeichnet wird. Sie wird in der Nähe des Schafhofes bzw. nördlich von Neudorf und östlich von Uschertsgrün vermutet. Im Westen, getrennt durch den Bachlauf des Aubächleins, schließt sich die Wüstung Wüstengrün an. Der Zufluss des Aubächleins bis in den Quellbereich bildet auch die nördliche Grenze des Gebiets. Als „Schönberger Bächlein“ fand der Bach Eingang in das Werk Johann Wills vom Teutschen Paradeiß von 1692. In Schloss Seehof als Sitz der mittleren Denkmalschutzbehörde werden Scherbenfunde von 2007 aufbewahrt, die dieser Wüstung zugeschrieben werden.
Schönberg wurde 1398 bereits als Wüstung urkundlich erwähnt. Dies fiel in die Zeit, in der die Burggrafen von Nürnberg ihre Besitzungen nach Norden ausdehnten und dabei in eine Fehde mit den Vögten von Weida gerieten. Dies hatte zur Folge, dass mehrere, meist kleine Siedlungen verwüstet und danach nicht wieder bevölkert wurden. In der Besitzurkunden der von Wildenstein ist die Rede von einer „Wüstung zum Schönberg“, einmal als Nachtrag der Besitzungen von 1398 und einmal im Jahr 1416. Im Jahr 1509 erwarb Markgraf Friedrich „Wüstung und Holz Schönberg“ von der Familie von Lüchau.